# Valdajské jezero
Valdajské jezero (rusky Валдайское озеро nebo Валдаи) je jezero ve střední části Valdajské vysočiny v Novgorodské oblasti v Rusku. Má rozlohu 19,7 km² (bez ostrovů). Průměrně je hluboké 12 m a maximální hloubky dosahuje 60 m.

## Vodní režim
Uprostřed je rozdělené ostrovem na dvě stejně velké části. Do jezera ústí několik mělkých řek. Průtokem dlouhým 150 m voda odtéká do jezera Užin, odkud pokračuje jako řeka Valdajka. Jezero zamrzá na začátku prosince a rozmrzá na začátku května.

## Osídlení
Na jeho břehu leží město Valdaj.